# Karol Brzozowski

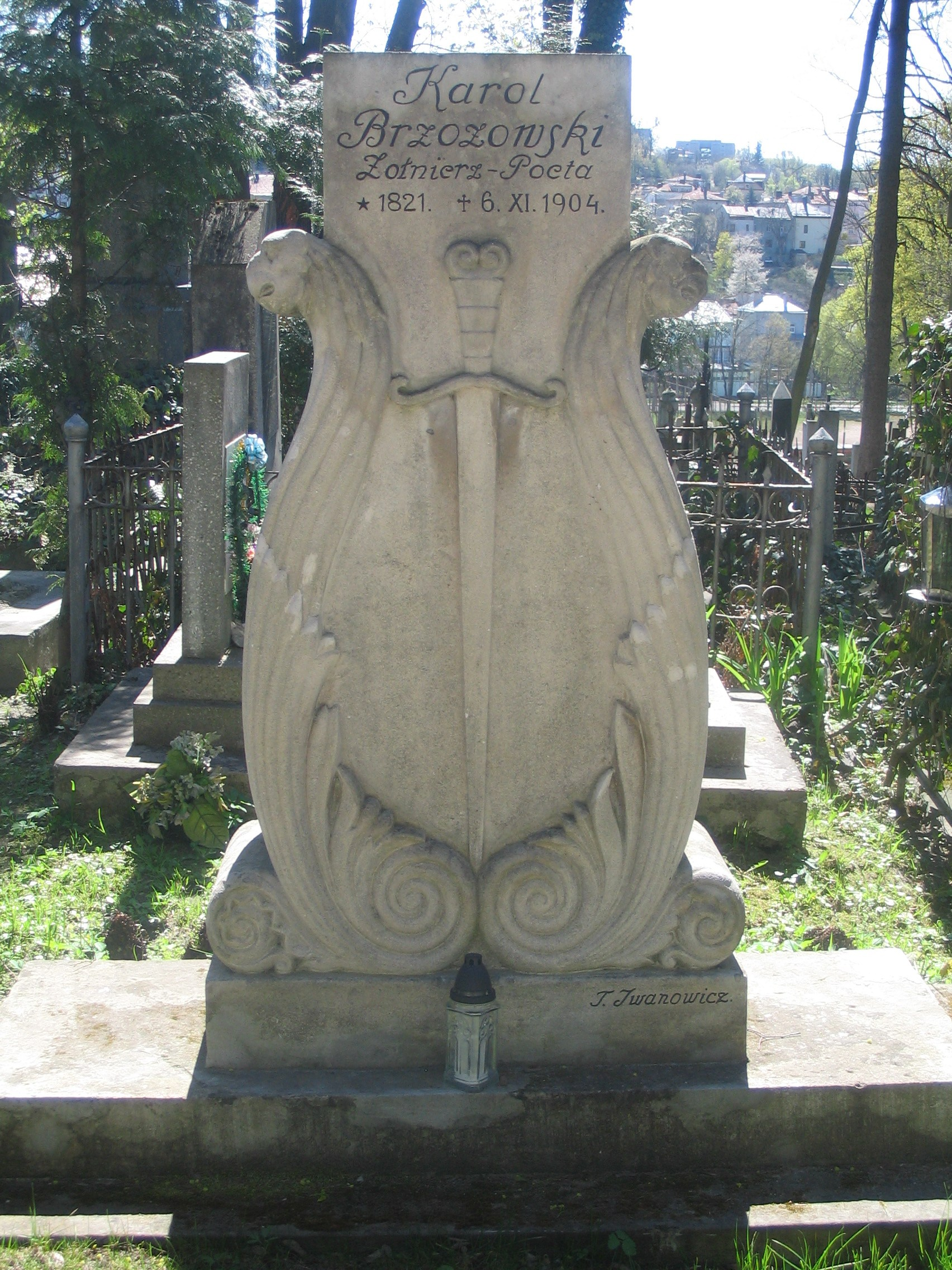
Pomnik na grobie Karola Brzozowskiego na Cmentarzu Łyczakowskim autorstwa Aleksandra Zagórskiego

Karol Brzozowski (ur. 28 września lub 29 listopada 1821 w Warszawie, zm. 5 listopada 1904 we Lwowie) – polski inżynier, poeta, tłumacz Biblii, powstaniec wielkopolski, styczniowy i działacz niepodległościowy. Także botanik, geolog, geograf, etnolog i urzędnik.

## Życie i twórczość
Urodził się w 1821 w Warszawie. Był synem oficera wojsk napoleońskich. Uczył się w warszawskich szkołach pijarskich. Ukończył gimnazjum w Sejnach, następnie szkołę agronomiczną w Marymoncie.
Przeniósł się do księstwa poznańskiego. Tam w 1848 wziął udział w walkach powstania wielkopolskiego. Następnie przez Drezno, Szwajcarię dotarł do Paryża, gdzie poznał Adama Mickiewicza. Po wybuchu wojny krymskiej był wysłannikiem emigracji w Stambule. Później przebywał w Azji utrzymując się z polowań. W 1855 ponownie przybył do Stambułu stykając się znów z Mickiewiczem. Osiadł w Latakii, ożenił się z Eulalią Bellier. Miał z nią sześcioro dzieci; trzech synów (Stanisław, Wincenty, Hubert) i trzy córki (Maria, Berta, Jadwiga).
Po wybuchu powstania styczniowego wziął udział w wyprawie płk. Zygmunta Miłkowskiego przez Rumunię i bitwie pod Kostangalią, gdzie został ranny w biodro. Po upadku powstania wstąpił do służby tureckiej, początkowo pracował przy urządzaniu lasów w Bułgarii, później powołano go do robót w Mezopotamii przy boku Midhat paszy, reformatora tureckiego. Działał przy zakładaniu linii telegraficznych. W 1868 w Feredżacie pod Bagdadem założył wzorcowe gospodarstwa rolne, wybudował irygacje, urządził sady, zainicjował utworzenie szkoły rolniczej. W 1869 prowadził badania i pomiary w górach Zagros koło As-Sulajmaniji i opracował pierwszą mapę topograficzną tych okolic w skali 1:750 000. Dokonał wówczas odkryć archeologicznych. Wyniki wyprawy do Kurdystanu pt. Itinéraire de Suleimanieh a Amadieh opublikował w „Bulletin de la Société de Géographie” w 1892.

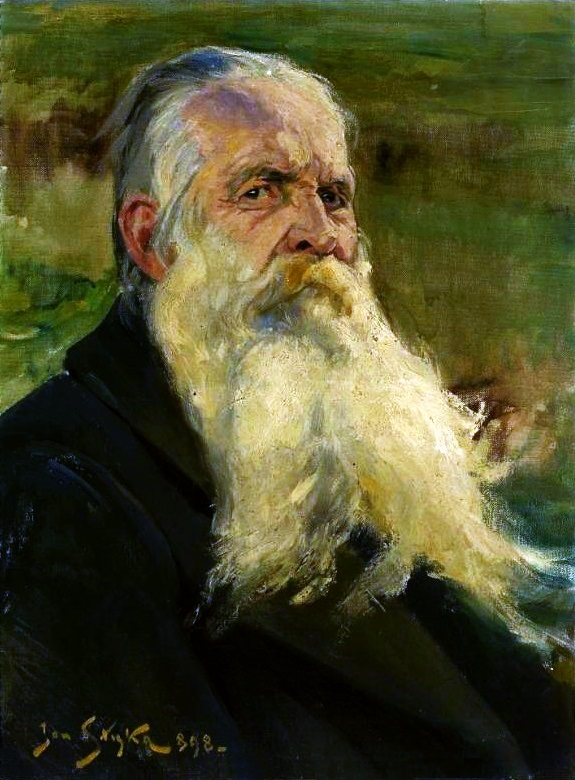
Portret Karola Brzozowskiego pędzla Jana Styki, 1898

Odegrał znaczącą rolę w wojnie rosyjsko-tureckiej (1877–1878). Demokraci lwowscy powołali go wówczas na swego przedstawiciela w Konstantynopolu ze względu na zaufanie, jakim cieszył się u władz tureckich. Po wojnie pełnił obowiązki wicekonsula hiszpańskiego w Syrii.
Po 30 latach pobytu na Bliskim Wschodzie w 1884 osiadł we Lwowie, gdzie spędził resztę życia. Pracował w C.K. Wydziale Krajowym.
8 listopada został pochowany na Cmentarzu Łyczakowskim we Lwowie.
Napisał m.in.: Wzdłuż Eufratu („Wędrowiec”, 1885), Wspomnienia z Turcji („Tygodnik Ilustrowany”, 1886), W Kurdystanie („Tygodnik Ilustrowany”, 1907), Noc strzelców Anatolu, Malek. Pozostawił także bogate notatki topograficzne, geologiczne i przyrodnicze. Był także autorem wierszowanych przekładów biblijnych, między innymi Księgi Hioba i Pieśni nad Pieśniami.
Był ojcem poetów Stanisława i Wincentego Korab-Brzozowskich.